# Campionati italiani assoluti di atletica leggera 1922
I XIII campionati italiani assoluti di atletica leggera si sono tenuti in due sedi: a Busto Arsizio, presso il Campo Sportivo Carlo Reguzzoni, dal 16 al 17 settembre e a Milano, presso la pista dell'Unione Sportiva Milanese il 23 e 24 settembre. A Busto Arsizio si disputarono diciotto gare; le restanti quindici si svolsero a Milano: furono assegnati complessivamente trentatré titoli in altrettante discipline, tutti in ambito maschile.
Durante la manifestazione sono stati infranti diversi record italiani: 5000 metri piani (Ernesto Ambrosini, 15'18"4/5), mezza maratona (Ettore Blasi, 1h10'18"4/5), staffetta 4×100 metri (Fascio Grion Pola, 44"4/5 in batteria, poi eguagliato in finale dallo Sport Club Italia), lancio del giavellotto (Carlo Clemente, 55,70 m) e 1200 metri siepi (Ernesto Ambrosini, 3'22"2/5). 
Infine, fuori gara sono stati migliorati i record italiani del salto con l'asta (Giacinto Lambiasi, 3,505 m) e del salto in alto da fermo (Adolfo Contoli, 1,45 m).

## Risultati

### Le gare del 16-17 settembre a Busto Arsizio
| Specialità                      | Oro | Prestazione | Argento | Prestazione | Bronzo                                                                        | Prestazione            |
| Corse                           | |             | |             |                                                                               |                        |
| 100 m                           | Vittorio Zucca Fascio Grion Pola                                                                                          | 11"1/5      | Paolo Bogani Virtus Atletica Bologna                                                                             | 11"3/5      | Antonio Prior Associazione Calcio Venezia                                     | s/t                    |
| 400 m                           | Guido Cominotto Associazione Calcio Venezia                                                                               | 51"2/5      | Ennio Maffiolini Società Ginnastica Gallaratese                                                                  | 52"0        | Dante Borgonovo Pro Marassi                                                   | vicino                 |
| 1500 m                          | Ferruccio Bruni Società Sportiva Estense                                                                                  | 4'04"2/5    | Disma Ferrario Gruppo Sportivo Officine Meccaniche Milano                                                        | 4'05"1/5    | Giuseppe Bonini Società Ginnastica Gallaratese                                | s/t                    |
| 5000 m                          | Ernesto Ambrosini Forti e Liberi Monza                                                                                    | 15'18"4/5   | Primo Brega Audace Roma                                                                                          | 15'21"1/5   | Carlo Speroni Società Ginnastica Pro Patria et Libertate                      | 16'00"4/5              |
| Mezza maratona (20 km su pista) | Ettore Blasi Pro Roma | 1h10'18"4/5 | Antonio Speroni Società Ginnastica Pro Patria et Libertate                                                       | 1h12'08"0   | Pierino Reati Sport Club Italia                                               | 1h15'10"4/5            |
| 110 m hs                        | Adolfo Contoli Virtus Atletica Bologna                                                                                    | 16"3/5      | Piero De Jurco Società Ginnastica Triestina                                                                      | 16"4/5      | Angelo Giustacchini Sport Club Italia                                         | s/t                    |
| Marcia 10 000 m                 | Armando Valente Pro Marassi                                                                                               | 48'50"4     | Mario Fradegrada Sport Club Volta Milano                                                                         | 49'6"4/5    | Cesare Di Jorio VC Trastevere                                                 | 50'48"3/5              |
| Staffetta 4×400 m               | Virtus Atletica Bologna Giuseppe Mantelli Ermete Alfieri Franco Giongo Paolo Bogani                                       | 3'27"2/5    | Società Ginnastica Gallaratese Ennio Maffiolini Dante Bertoni Mario Riccoboni Giuseppe Bonini                    | 3'29"2/5    | Sport Club Italia A Mario Ferrari Mario Cavalleri Pietro Grassi Umberto Picco | s/t                    |
| Salti                           | |             | |             |                                                                               |                        |
| Salto in alto da fermo          | Adolfo Contoli Virtus Atletica Bologna                                                                                    | 1,42 m      | Ettore Uicich Pro Roma                                                                                           | 1,41 m      | Virgilio Tommasi Fondazione Bentegodi Verona                                  | 1,35 m                 |
| Salto con l'asta                | Adolfo Contoli Virtus Atletica Bologna                                                                                    | 3,40 m      | Giacinto Lambiasi Pro Lissone Ginnastica                                                                         | 3,30 m      | Medaglia non assegnata                                                        | Medaglia non assegnata |
| Salto con l'asta                | Adolfo Contoli Virtus Atletica Bologna                                                                                    | 3,40 m      | Emilio Pagetti Vigili del Fuoco                                                                                  | 3,30 m      | Medaglia non assegnata                                                        | Medaglia non assegnata |
| Salto in lungo da fermo         | Adolfo Contoli Virtus Atletica Bologna                                                                                    | 3,01 m      | Edilio Bonelli Unione Sportiva Sestri Ponente                                                                    | 2,86 m      | Zurlotto                                                                      | 2,80 m                 |
| Salto triplo da fermo           | Adolfo Contoli Virtus Atletica Bologna                                                                                    | 9,34 m      | Edilio Bonelli Unione Sportiva Sestri Ponente                                                                    | 9,05 m      | Giorgio Zurletti Reale Società Ginnastica Torino                              | 8,64 m                 |
| Lanci                           | |             | |             |                                                                               |                        |
| Lancio della pietra (6,4 kg)    | Carlo Butti Gruppo Sportivo Butti Milano                                                                                  | 16,36 m     | Amato Biffa Società Educazione Fisica Torres                                                                     | 15,63 m     | Oprando Bottura Virtus Atletica Bologna                                       | 14,96 m                |
| Lancio del disco                | Giuseppe Tugnoli Virtus Atletica Bologna                                                                                  | 38,82 m     | Arturo Longo Società di Ginnastica e Scherma Libertas Mestre                                                     | 37,88 m     | Camillo Zemi Società Ginnastica Stradellina                                   | 34,92 m                |
| Lancio del giavellotto          | Carlo Clemente Società Ginnastica Josto Sassari                                                                           | 55,70 m     | Oprando Bottura Virtus Atletica Bologna                                                                          | 52,07 m     | Luigi Nieddu Sport Club Italia                                                | 44,95 m                |
| Palla vibrata                   | Carlo Butti Gruppo Sportivo Butti Milano                                                                                  | 45,37 m     | Giuseppe Tugnoli Virtus Atletica Bologna                                                                         | 44,05 m     | Arturo Longo Società di Ginnastica e Scherma Libertas Mestre                  | 43,20 m                |
| Palla vibrata a squadre         | Società di Ginnastica e Scherma Libertas Mestre Bergamo Giuseppe Casarini Luigi Giannello Arturo Longo R. Longo Pistolato | n/d         | Gruppo Sportivo Butti Milano Adolfo Bertolini Carlo Butti Franco Donati M. Epicocco Giacomo Giacomini A. Razzini | n/d         | Virtus Atletica Bologna                                                       | n/d                    |
| Prove multiple                  | |             | |             |                                                                               |                        |
| Pentathlon                      | Adolfo Contoli Virtus Atletica Bologna                                                                                    | 3223,420 p. | Ermete Alfieri Virtus Atletica Bologna                                                                           | 3004,97 p.  | Arturo Longo Società di Ginnastica e Scherma Libertas Mestre                  | 2504,62 p.             |

### Le gare del 23-24 settembre a Milano
| Specialità                     | Oro                                                                           | Prestazione | Argento                                                                       | Prestazione | Bronzo                                                    | Prestazione |
| Corse                          |                                                                               |             |                                                                               |             |                                                           |             |
| 200 m                          | Paolo Bogani Virtus Atletica Bologna                                          | 22"4/5      | Franco Giongo Virtus Atletica Bologna                                         | 23"00       | Mario Riccoboni Società Ginnastica Gallaratese            | s/t         |
| 800 m                          | Guido Cominotto Associazione Calcio Venezia                                   | 1'57"3/5    | Giuseppe Bonini Società Ginnastica Gallaratese                                | 1'57"4/5    | Disma Ferrario Gruppo Sportivo Officine Meccaniche Milano | 2'00"0 s    |
| 10 000 m                       | Primo Brega Pro Roma                                                          | 33'13"0     | Carlo Martinenghi Internazionale Football Club Milano                         | 33'44"0     | Vincenzo Zonna Unione Sportiva L'Ideale Bari              | 34'35"1/5   |
| Maratona (42,750 km)           | Angelo Malvicini Iris Milano                                                  | 3h10'26"4/5 | Giovanni Guerreschi Football Club Nuova Italia Luino                          | 3h16'36"2/5 | Flaminio Perego Sport Club Aquila Milano                  | 3h19'32"4/5 |
| 400 m hs                       | Fortunato Braccini Sport Club Italia                                          | 59"2/5      | Mario Cavalleri Sport Club Italia                                             | 59"3/5      | Ennio Maffiolini Società Ginnastica Gallaratese           | 1'02"1/5    |
| 1200 m siepi                   | Ernesto Ambrosini Forti e Liberi Monza                                        | 3'22"2/5    | Ferruccio Bruni Unione Sportiva Estense                                       | 3'24"3/5    | Antenore Negri Sport Club Italia                          | 3'32"2/5    |
| Marcia 3000 m                  | Bruno Frigerio Internazionale Football Club Milano                            | 13'32"4/5   | Mario Fradegrada Sport Club Volta Milano                                      | 13'41"4/5   | Vittorio Bossi Sport Club Italia                          | 13'53"3/5   |
| Maratona di marcia (42,750 km) | Giovanni Brunelli Sport Club Agamennone Milano                                | 4h03'42"0   | Giulio Cassani Unione Sportiva Milanese                                       | 4h23'8"2/5  | Carlo Perella Pro Roma                                    | 4h29'33"4/5 |
| Staffetta 4×100 m              | Sport Club Italia Angelo Scuri Enrico Grimoldi Mario Ferrari Ernesto Bonacina | 44"4/5 =    | Fascio Grion Pola Vittorio Zucca Renato Calusa Giuseppe Prazan Alfredo Baciak | 45"2/5      | Virtus Atletica Bologna                                   | a spalla    |
| Salti                          |                                                                               |             |                                                                               |             |                                                           |             |
| Salto in alto                  | Carlo Ghiringhelli Football Club Internazionale Milano                        | 1,77 m      | Edilio Bonelli Unione Sportiva Sestri Ponente                                 | 1,70 m      | Luigi Facelli libero                                      | 1,68 m      |
| Salto in lungo                 | Adolfo Contoli Virtus Atletica Bologna                                        | 6,71 m      | Arturo Nespoli Foot Ball Club Treviso                                         | 6,46 m      | Virgilio Tommasi Fondazione Bentegodi Verona              | 6,33 m      |
| Salto triplo                   | Luigi De Micheli Unione Sportiva Milanese                                     | 13,04 m     | Adolfo Contoli Virtus Atletica Bologna                                        | 12,93 m     | Gino Pezzoni Unione Sportiva Milanese                     | 12,86 m     |
| Lanci                          |                                                                               |             |                                                                               |             |                                                           |             |
| Getto del peso                 | Oprando Bottura Virtus Atletica Bologna                                       | 11,93 m     | Giuseppe Tugnoli Virtus Atletica Bologna                                      | 11,89 m     | Giacomo Giacomini Gruppo Sportivo Butti Milano            | 11,40 m     |
| Lancio del martello            | Pietro Nava Società Bergamasca di Ginnastica e Sports Atletici Atalanta       | 32,65 m     | Giuseppe Tugnoli Virtus Atletica Bologna                                      | 32,49 m     | Armando Poggioli Società Ginnastica Panaro Modena         | 31,36 m     |
| Prove multiple                 |                                                                               |             |                                                                               |             |                                                           |             |
| Decathlon                      | Adolfo Contoli Virtus Atletica Bologna                                        | 6177,80 p.  | Luigi Binda Società Ginnastica Gallaratese                                    | 5046,98 p.  | Filippo Montuschi Forti e Liberi Forlì                    | 4699,59 p.  |

### La corsa campestre del 19 marzo a Padova
Il titolo di campione italiano della corsa campestre fu assegnato il 19 marzo a Padova su un percorso di 9 km con partenza e arrivo allo stadio comunale. Partirono 65 atleti e ne arrivarono 55.
| Specialità             | Oro                                    | Prestazione | Argento                                               | Prestazione | Bronzo                                | Prestazione |
| Corsa campestre (9 km) | Ernesto Ambrosini Forti e Liberi Monza | 30'24"4/5   | Carlo Martinenghi Football Club Internazionale Milano | a 250 metri | Giuseppe Ottolia Sport Club Serenitas | a 10 metri  |